# Équipe d'Écosse de rugby à XV à la Coupe du monde 2003
L'équipe d'Écosse de rugby à XV à la Coupe du monde 2003 est éliminée en quarts-de-finale par l'équipe d'Australie.

## Liste des joueurs
Les joueurs suivants ont joué pendant cette coupe du monde 2003.

### Première ligne
- Gordon Bulloch (4 matchs)
- Bruce Douglas (5 matchs)
- Gavin Kerr (3 matchs, 1 essai)
- Gordon McIlwham (1 match)
- Robbie Russell (4 matchs, 1 essai)
- Tom Smith (5 matchs, 1 essai)

### Deuxième ligne
- Stuart Grimes (5 matchs, 1 essai)
- Nathan Hines (4 matchs)
- Scott Murray (3 matchs)

### Troisième ligne
- Ross Beattie (3 matchs)
- Martin Leslie (2 matchs)
- Cameron Mather (3 matchs)
- Simon Taylor (5 matchs, 1 essai)
- Jon Petrie (4 matchs)
- Jason White (5 matchs)

### Demi de mêlée
- Mike Blair (1 match)
- Bryan Redpath (5 matchs)

### Demi d’ouverture
- Gordon Ross (1 match)
- Gregor Townsend (5 matchs, 1 essai, 1 transformation)

### Trois-quarts centre
- Andy Craig (3 matchs)
- Andrew Henderson (3 matchs)
- James McLaren (4 matchs)

### Trois-quarts aile
- Simon Danielli (4 matchs, 3 essais)
- Kenny Logan  (5 matchs)
- Chris Paterson (5 matchs, 3 essais, 7 transformations, 13 pénalités, 1 drop)

### Arrière
- Ben Hinshelwood (4 matchs)
- Glenn Metcalfe (4 matchs)

## Résultats
L'équipe d'Écosse dispute 5 matchs avec 3 victoires et 2 défaites, marquant 118 points (12 essais dont 8 transformés, 13 pénalités, 1 drops) et en encaissant 130.

### Poule B
L'Écosse termine deuxième de son groupe et se qualifie pour les quarts-de-finale.
| 12 octobre | Écosse | 32 – 11 (–) | Japon |  |
| 12 octobre |        |             |       |  |
| 12 octobre |        |             |       |  |

| 20 octobre | Écosse | 39 – 15 (–) | États-Unis |  |
| 20 octobre |        |             |            |  |
| 20 octobre |        |             |            |  |

| 25 octobre | France | 51 – 9 (–) | Écosse |  |
| 25 octobre |        |            |        |  |
| 25 octobre |        |            |        |  |

| 1er novembre | Écosse | 22 – 20 (–) | Fidji |  |
| 1er novembre |        |             |       |  |
| 1er novembre |        |             |       |  |

### Quarts-de-finale
| 8 novembre | Australie | 33 – 16 (–) | Écosse |  |
| 8 novembre |           |             |        |  |
| 8 novembre |           |             |        |  |

## Statistiques

### Meilleurs marqueurs d'essais
- Simon Danielli, Chris Paterson : 3 essais

### Meilleur réalisateur
- Chris Paterson : 71 points